# Série de Fourier généralisée
En analyse, plusieurs extensions du concept de série de Fourier se sont montrées utiles. Elles permettent ainsi d'écrire des décompositions de fonctions sur une base hilbertienne liée à un produit scalaire particulier.
Le cas considéré est celui de fonctions de carré intégrable sur un intervalle de la droite réelle, ce qui a des applications, par exemple, en théorie de l'interpolation.

## Définition
Soit un ensemble de fonctions de carré intégrable à valeurs dans {\displaystyle \mathbb {F} =\mathbb {C} {\mbox{ ou }}\mathbb {R} },
{\displaystyle \Phi =\{\varphi _{n}:[a,b]\to \mathbb {F} \mid n\in \mathbb {N} \}},
qui sont orthogonales deux à deux pour le produit scalaire :
{\displaystyle \langle f,g\rangle _{w}=\int _{a}^{b}f(x)\,{\overline {g}}(x)\,w(x)\,\mathrm {d} x}
où w est une fonction-poids, et {\displaystyle {\overline {\cdot }}} désigne le conjugué complexe, c.-à-d. {\displaystyle {\overline {g}}(x)=g(x)} si {\displaystyle \mathbb {F} =\mathbb {R} }.
La série de Fourier généralisée d'une fonction de carré intégrable f: [a, b] → {\displaystyle \mathbb {F} }, par rapport à Φ, est donnée par
{\displaystyle f(x)\sim \sum _{n=0}^{\infty }c_{n}\varphi _{n}(x)},
où les coefficients de la série sont donnés par
{\displaystyle c_{n}={\langle f,\varphi _{n}\rangle _{w} \over \|\varphi _{n}\|_{w}^{2}}}.
Si Φ est un ensemble complet, définissant donc une base hilbertienne de l'espace de Hilbert L2 ([a, b]), la relation {\displaystyle \sim } devient une égalité au sens L2, plus précisément modulo |·|w (non nécessairement presque partout, ni en tout point).

## Exemple

### Série de Fourier
La série de Fourier d'une fonction périodique est une série de Fourier généralisée pour les fonctions {\displaystyle \{\operatorname {e} ^{\mathrm {i} nx}\mid n\in \mathbb {Z} \}}, qui forment une base hilbertienne pour le produit scalaire classique :
{\displaystyle \langle f,g\rangle _{w}={\frac {1}{2\pi }}\int _{0}^{2\pi }f(x)\,{\overline {g}}(x)\,\mathrm {d} x}.

### Série de Fourier-Legendre
Les polynômes de Legendre sont solutions du problème de Sturm-Liouville
{\displaystyle \left((1-x^{2})P_{n}'(x)\right)'+n(n+1)P_{n}(x)=0}.
On sait que ces polynômes sont les vecteurs propres du problème et forment une famille orthogonale pour le produit scalaire classique sur l'intervalle unité. La série de Fourier généralisée associée (également appelée série de Fourier-Legendre) donne donc
{\displaystyle f(x)\sim \sum _{n=0}^{\infty }c_{n}P_{n}(x)},
{\displaystyle c_{n}={\langle f,P_{n}\rangle _{w} \over \|P_{n}\|_{w}^{2}}}
Calculons par exemple la série de Fourier-Legendre pour la fonction ƒ(x) = cos x sur [−1, 1]. Maintenant,
{\displaystyle {\begin{aligned}c_{0}&={\int _{-1}^{1}\cos x\,\mathrm {d} x \over \int _{-1}^{1}(1)^{2}\,\mathrm {d} x}=\sin 1\\c_{1}&={\int _{-1}^{1}x\cos x\,\mathrm {d} x \over \int _{-1}^{1}x^{2}\,\mathrm {d} x}={0 \over 2/3}=0\\c_{2}&={\int _{-1}^{1}{3x^{2}-1 \over 2}\cos x\,\mathrm {d} x \over \int _{-1}^{1}{9x^{4}-6x^{2}+1 \over 4}\,\mathrm {d} x}={6\cos 1-4\sin 1 \over 2/5}={5 \over 2}(6\cos 1-4\sin 1)\end{aligned}}}
et une somme utilisant ce développement en série :
{\displaystyle c_{2}P_{2}(x)+c_{1}P_{1}(x)+c_{0}P_{0}(x)={5 \over 2}(6\cos 1-4\sin 1)\left({3x^{2}-1 \over 2}\right)+\sin 1}
{\displaystyle =\left({45 \over 2}\cos {1}-15\sin {1}\right)x^{2}+6\sin 1-{15 \over 2}\cos 1}
qui diffère de cos(x) d'environ 0,003 pour x = 0.
Il peut être ainsi avantageux d'utiliser des séries de Fourier-Legendre plutôt que des séries de Fourier classiques puisque les vecteurs propres sont des polynômes, plus faciles à manipuler pour les calculs d'intégrales que les fonctions trigonométriques.

### Fonction cardinale de Whittaker
Pour une fonction f L2 sur la droite réelle et un pas h > 0, Edmund Whittaker considère la fonction,,:
{\displaystyle C(x;f,h)=\sum _{k=-\infty }^{+\infty }f(kh)\operatorname {sinc} _{\pi }\left({\frac {x-kh}{h}}\right)}
où {\displaystyle \operatorname {sinc} _{\pi }(t)={\frac {\sin(\pi t)}{\pi t}}} est la fonction sinus cardinal normalisée.
La base de la série est donc l'ensemble des fonctions
{\displaystyle \left\{{\frac {1}{\sqrt {h}}}\operatorname {sinc} _{\pi }\left({\frac {x-kh}{h}}\right)\right\}_{k\in \mathbb {Z} }}
Cette décomposition est utilisée en traitement du signal, le théorème d'échantillonnage de Shannon permettant de montrer que pour un pas bien choisi, le signal d'origine f est égal à sa fonction cardinale.

## Résultats de convergence
Les coefficients cn ont des propriétés similaires aux séries de Fourier :
Inégalité de Bessel
{\displaystyle \sum _{n=0}^{\infty }|c_{n}|^{2}\leq \int _{a}^{b}|f(x)|^{2}w(x)\,\mathrm {d} x}.
Égalité de Parseval
Si Φ est un ensemble complet
{\displaystyle \sum _{n=0}^{\infty }|c_{n}|^{2}=\int _{a}^{b}|f(x)|^{2}w(x)\,\mathrm {d} x}.
Cependant, en cas de discontinuité, l'utilisation d'autres fonctions de base pour la série de Fourier n'empêche pas l'apparition de phénomène de Gibbs.